# Telegrafní zkreslení
Telegrafní zkreslení (anglicky Degree of start-stop distortion) v telekomunikacích určitého charakteristického okamžiku (tj. okamžiku přechodu mezi dvěma stavy) {\displaystyle \delta _{ind}} je rozdíl mezi skutečným a ideálním charakteristickým okamžikem vyjádřený v procentech trvání jednotkového intervalu:
{\displaystyle \delta _{ind}={\frac {t_{s}-t_{i}}{a}}.100\%}
kde {\displaystyle t_{s}} je čas skutečného charakteristického okamžiku, {\displaystyle t_{i}} je čas ideálního charakteristického okamžiku a {\displaystyle a} je doba trvání jednotkového intervalu. Zkreslení může být kladné (pozdější příchod charakteristického okamžiku) nebo záporné (dřívější příchod).
Celkové arytmické zkreslení je telegrafní zkreslení individuálního charakteristického okamžiku s největší absolutní hodnotou za určitý časový interval.
Vysílací telegrafní zkreslení je telegrafní zkreslení na výstupu vysílače. U mechanických dálnopisných strojů bylo možné dosahovat zkreslení do 5 %, u elektronických do 2 %.
Mezní zkreslení je maximální telegrafní zkreslení, při kterém přijímač interpretuje značku správně. U mechanických dálnopisných strojů bývá asi 42 %, u elektronických až 48 %.